# Lagarrigue (Tarn)
Lagarrigue település Franciaországban, Tarn megyében. Lakosainak száma 1786 fő (2022. január 1.). Lagarrigue Castres, Caucalières, Labruguière és Valdurenque községekkel határos.

## Népesség
A település népességének változása:
| Lakosok száma | 1806 | 1795 | 1846 | 1823 | 1837 | 1818 | 1802 | 1789 | 1786 |
|               | 2013 | 2015 | 2016 | 2017 | 2018 | 2019 | 2020 | 2021 | 2022 |